# مساحة إخبارية
المساحة الإخبارية هي مصطلح في الصحافة يعني المساحة المتاحة يوميًا للأخبار في صحيفة. بوصة العمودالمحفوظة للمساحة الإخبارية هي عادة المساحات المتبقية بعد وضع الإعلانات المدفوعة.

## سياسات تخصيص المساحة الإخبارية
منذ عام 1957 حتى عام 1975، استخدمت الصحف اليومية النموذجية في الولايات المتحدة حوالي 45% من مساحتها للمحتوى غير الإعلاني.